# 최영만
최영만(崔榮晩, 1958년 8월 21일 ~ )은 대한민국의 제3·7·8대 부산광역시 사하구의원이다.

## 학력
- 신평국민학교 졸업
- 삼성중학교 졸업
- 부산실업고등학교 졸업
- 2010.02 ~ 2012.09 경남정보대학교 경영정보계열 중퇴

## 경력
- 신평초등학교 총동문회 회장
- 신평초등학교 운영위원장
- 신평초등학교 총동창회 고문
- 신촌초등학교 운영위원
- 영남중학교 운영위원
- 신한국당 부산시당 사하구 을 지구당 청년위원장
- 한나라당 부산시당 사하구 을 지구당 청년위원장
- 한나라당 중앙상무위원
- 1999.11 ~ 2002.06 제3대 부산광역시 사하구의회 의원
- 1999.11 ~ 2000.07 제3대 부산광역시 사하구의회 전반기 예산결산특별위원회 위원장
- 2000.07 ~ 2002.06 제3대 부산광역시 사하구의회 후반기 총무위원회 간사
- 신평1동 주민자치위원회 위원
- 신평1동 주민자치위원회 간사
- 신평1·2동,구평동,감천1·2동 주민자치위원회 고문
- 사단법인 동매사랑누리회 고문
- 국민생활체육협의회 부산시 축구연합회 운영위원
- 국민생활체육협의회 부산시 축구연합회 대의원
- 국민생활체육협의회 대의원
- 국민생활체육협의회 사하구 생활체육협의회 이사
- 국민생활체육협의회 사하구 생활체육회 부회장
- 국민생활체육협의회 사하구 축구연합회 전무이사
- 국민생활체육협의회 사하구 축구연합회 고문
- 발전소주변지역 지원사업 심의지역위원회 위원
- 사하구 건강생활실천협의회 위원
- 사하구 지역보건의료심의위원회 위원
- 대한노인회 사하구지회 자문위원
- 2007 부산광역시 사하구의회 후보
- 박근혜 대통령 후보 국민행복네트워크 사하구 을 부본부장
- 새누리당 중앙위원
- 새누리당 부산시당 사하구 을 당협위원회 부위원장
- 2014.07 ~ 2018.06 제7대 부산광역시 사하구의회 의원
- 2016.07 ~ 2018.06 제7대 부산광역시 사하구의회 후반기 도시위원회 위원장
- 2018.07 ~ 2022.06 제8대 부산광역시 사하구의회 의원
- 2018.07 ~ 2020.07 제8대 부산광역시 사하구의회 전반기 도시위원회 위원
- 2020.07 ~ 2022.06 제8대 부산광역시 사하구의회 후반기 부의장
- 2020.07 ~ 2022.06 제8대 부산광역시 사하구의회 후반기 총무위원회 부위원장

## 수상
- 제7회 지방의정봉사상 수상

## 역대 선거 결과
|  | 0% |

|  | 45.26% |

|  | 4.62% |

|  | 30.90% |

|  | 11.17% |

|  | 12.50% |

|  | 19.01% |